# Mirkhalil Makhmudov
Mirkhalil Makhmudov (født 2. januar 1947 i Tashkent, Usbekiske SSR i Sovjetunionen) er en usbekisk/sovjetisk komponist.
Makhmudov studerede komposition på Musikkonservatoriet i Tashkent hos bl.a. Rumil Vildanov. Han har skrevet 3 symfonier, orkesterværker, kammermusik, korværker, sange, instrumentalværker for mange forskellige instrumenter etc. Makhmudov komponere i en moderne ekspressiv klassisk stil, og hører til de ledende komponister fra Usbekistan.

## Udvalgte værker
- Symfoni nr. 1 "Navo" (1971) - for orkester
- Symfoni nr. 2 (1976) - for kammerorkester
- Symfoni nr. 3 (19?) - for orkester
- Violinkoncert (19?) - for violin og orkester